# St. Martin (Monatshausen)

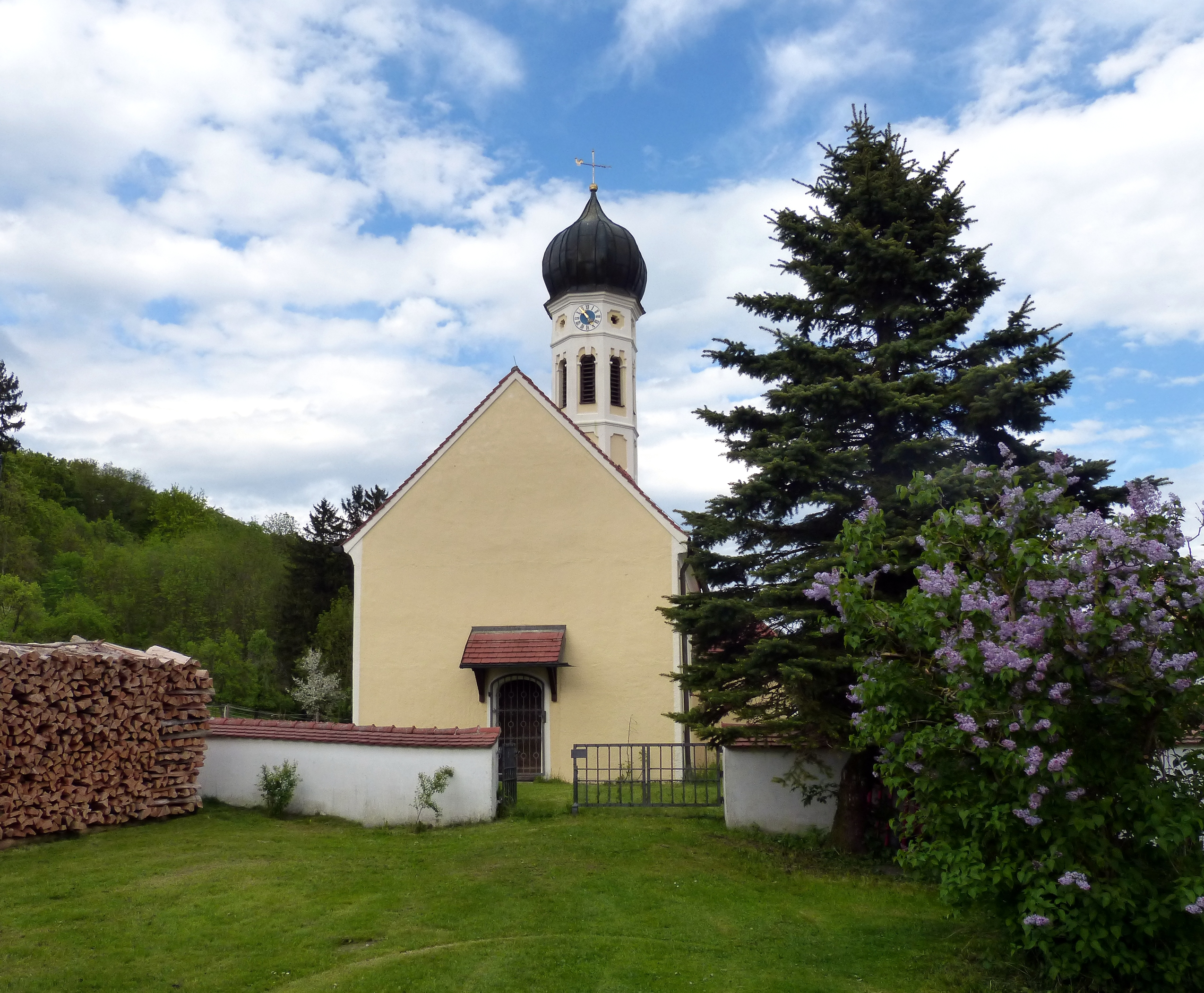
St. Martin in Monatshausen

Die römisch-katholische Filialkirche St. Martin steht in Monatshausen, einem Gemeindeteil von Tutzing im oberbayerischen Landkreis Starnberg. Die Kirche steht unter Denkmalschutz und ist in der Liste der Baudenkmäler in Tutzing unter der Nr. D-1-88-141-46 eingetragen. Die Kirche gehört zum Dekanat Starnberg des Bistums Augsburg. Kirchenpatron ist Martin von Tours. 

## Beschreibung
Die barocke Saalkirche wurde Ende des 17. Jahrhunderts anstelle des romanischen Vorgängerbaus errichtet. Sie besteht aus dem Langhaus, dem eingezogenen, dreiseitig geschlossenen Chor im Osten und dem 1692 errichteten achteckigen, mit einer Zwiebelhaube bedeckten Dachreiter über dem Scheitel des Chors. Der Turmbau wird Caspar Feichtmayr zugeschrieben. 
Der Innenraum des Chors ist mit einem Tonnengewölbe überspannt. In ihm wurde um 1700 ein Altar aufgestellt, der von den Skulpturen der Apostel Simon Petrus und des Paulus von Tarsus flankiert wird. Vor dem Altarretabel befindet sich die Statue des Martin von Tours.